# Ingrisma bilobiceps
Ingrisma bilobiceps är en skalbaggsart som beskrevs av Thierry Bourgoin 1917. Ingrisma bilobiceps ingår i släktet Ingrisma och familjen Cetoniidae. Inga underarter finns listade i Catalogue of Life.